# Пелле-завоеватель
«Пелле-завоеватель» (дат. Pelle Erobreren) — кинофильм режиссёра Билле Аугуста, вышедший на экраны в 1987 году. Экранизация одноимённого романа Мартина Андерсена-Нексё. Фильм удостоен ряда кинематографических наград. В 2006 году стал одним из двенадцати фильмов, которые были включены в Датский культурный канон — перечень произведений искусства, о как признанных важнейшей частью датского культурного наследия.

## Сюжет
Действие фильма происходит на датской ферме на острове Борнхольм в конце XIX — начале XX веков. Лассе, пожилой вдовец-фермер, вместе с сыном Пелле на эмигрантском судне покидают обнищавшие южные районы Швеции и отправляются на датский остров Борнхольм, о котором они мечтали, как о Земле Обетованной. На Борнхольме Лассе устроился на самую низкооплачиваемую работу на ферме. Пелле в течение двух лет постоянно подвергается оскорблениям и унижениям, как иностранец. Однако, взрослея, он не отчаивается и надеется достичь лучшей жизни, о которой мечтал с отцом ещё в Швеции.

## В ролях
| Актёр              | Роль               |
| ------------------ | ------------------ |
| Пелле Венегор      | Пелле              |
| Макс фон Сюдов     | Лассе              |
| Эрик Паске         | управляющий        |
| Бьёрн Гранат       | Эрик               |
| Астрид Виллом      | госпожа Конгструп  |
| Аксель Стрёбюе     | господин Конгструп |
| Труэлс Асмуссен    | Руд                |
| Кристина Тёрнквист | Анна               |
| Карен Вегенер      | госпожа Ольсен     |
| Софи Гробёль       | госпожа Сине       |

В 1986 году роман Андерсена-Нексё уже был экранизирован немецким режиссёром Кристианом Штейнке, но не снискал себе международного признания.

## Награды
- 1988 — приз «Золотая пальмовая ветвь» Каннского кинофестиваля (Билле Аугуст, с упоминанием исключительного вклада Макса фон Сюдова)
- 1988 — 4 премии «Бодил»: лучший фильм (Билле Аугуст), лучший актёр (Макс фон Сюдов), лучший актёр второго плана (Бьёрн Гранат), лучшая актриса второго плана (Карен Вегенер)
- 1988 — премии European Film Awards лучшему актёру (Макс фон Сюдов) и лучшему молодому актёру (Пелле Венегор), а также две номинации: лучший фильм (Пер Хольст) и лучший актёр второго плана (Бьёрн Гранат)
- 1988 — две премии «Золотой жук»: лучший фильм (Пер Хольст) и лучший актёр (Макс фон Сюдов)
- 1988 — премия Национального совета кинокритиков США за лучший зарубежный фильм
- 1989 — премия «Оскар» за лучший фильм на иностранном языке, а также номинация на премию за лучшую мужскую роль (Макс фон Сюдов)
- 1989 — премия «Золотой глобус» за лучший фильм на иностранном языке
- 1989 — две премии «Молодой актер»: лучший зарубежный фильм и лучший молодой актёр в зарубежном фильме (Пелле Венегор)
- 1990 — номинация на премию BAFTA за лучший фильм не на английском языке (Пер Хольст, Билле Аугуст)

## Художественные особенности
Как отмечает обозреватель портала Allmovie Том Винер,

Фильм оставляет ощущение классической драмы в духе послевоенного итальянского неореализма, честно показывая ежедневную жизнь притесняемых людей без оправдания или извинения за жалкие условия их существования.
Оригинальный текст (англ.)The film has the feel of the classic Italian postwar neorealist dramas, honestly presenting the everyday lives of downtrodden people without apology or excuse for their miserable conditions.
— T. Wiener. Review on Pelle the Conqueror